# 吡咯-2-甲醛
吡咯-2-甲醛（英語：pyrrole-2-carboxaldehyde）是一种有机化合物，化学式C5H5NO，可见于可可樹、美远志、黄芩等物种。